# Кайырма-Арык
Кайырма-Арык (кирг. Кайырма-Арык) — село в Ак-Суйском районе Иссык-Кульской области Кыргызстана. Входит в состав Кереге-Ташского аильного округа. Код СОАТЕ — 41702 205 818 02 0.

## Население
По данным переписи 2009 года, в селе проживало 1348 человек.